# Zwergschnauzer
Lo Zwergschnauzer, comunemente detto Schnauzer nano (da non confondere con lo scottish terrier), è una razza canina appartenente alla famiglia degli schnauzer.

## Origini

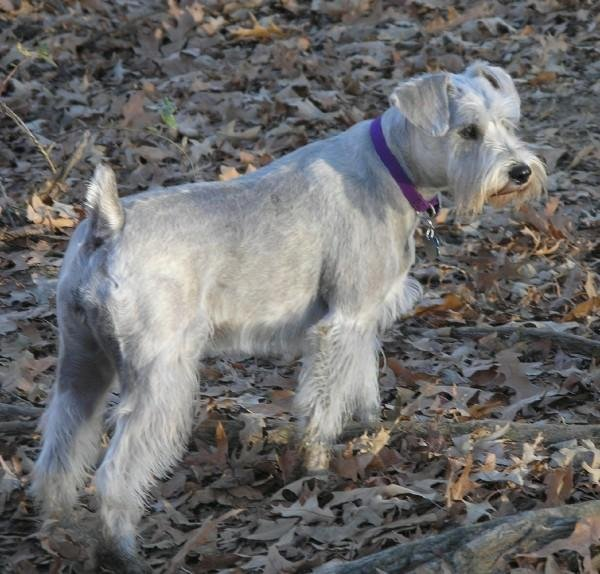
Esemplare geneticamente anuro

Lo schnauzer nano vide la luce verso la fine del 1800 nell'area di Francoforte, ma venne inizialmente descritto come una varietà di Zwergpinscher (pinscher nano) a pelo ruvido. La differenza nelle forme, nella taglia e nel tipo e le varietà di tessitura del mantello (ruvido, morbido e setoso) resero difficile l'evoluzione di questo piccolo cane verso le qualità caratteristiche del suo fratello maggiore, lo schnauzer. In origine venne selezionato per compiti di guardia e come cacciatore di roditori nelle fattorie.

## Aspetto generale
Lo schnauzer nano si presenta piccolo, forte, relativamente tozzo, elegante e dal mantello ruvido. È l'immagine in miniatura dello schnauzer ma, a dispetto del nome, non presenta malformazioni che si possano ricondurre al nanismo.

## Carattere
La sua natura è simile a quella del suo fratello maggiore, pur con le caratteristiche tipiche dei cani di piccola taglia. Intelligente, intrepido, resistente e vigile, lo schnauzer nano è perfetto sia per vivere in casa, anche in piccoli appartamenti, sia come cane da guardia in spazi aperti.

## Pelo e colore
Il pelo deve essere duro (così detto "fil di ferro"), ruvido e ben fitto. Il mantello si compone di un sottopelo ben fitto e di un pelo di copertura non troppo corto, ben aderente al corpo: quest'ultimo dev'essere sempre ruvido e sufficientemente lungo da poterne valutare la qualità, e non è né arricciato né ondulato. Il pelo sugli arti tende ad essere meno ruvido, e si accorcia sulla fronte e sulle orecchie. Caratteristiche tipiche della razza sono la barba non troppo morbida sul mento, e le sopracciglia cespugliose che coprono leggermente gli occhi.
Alcuni esemplari possono nascere anuri o brachiuri.

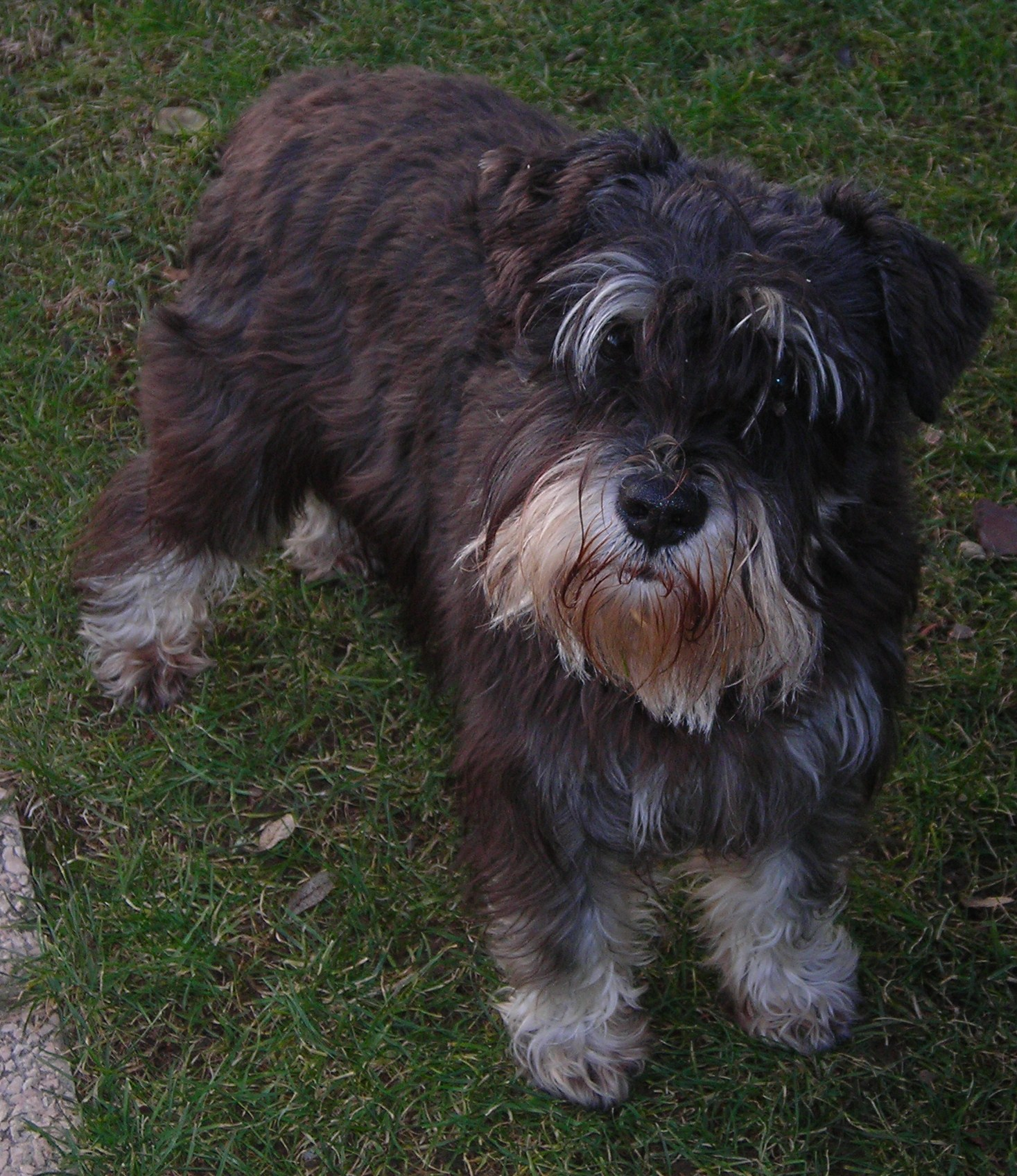
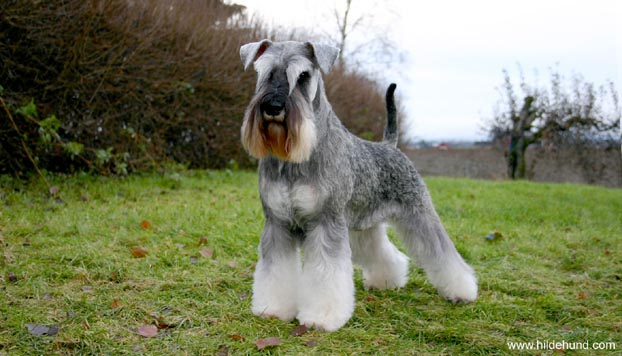
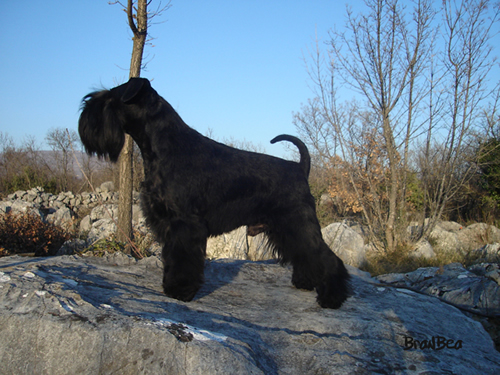
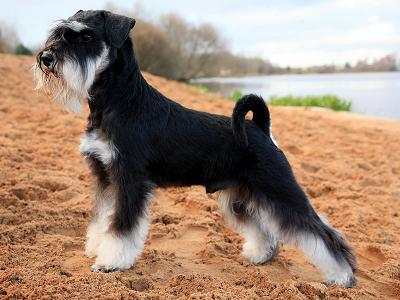
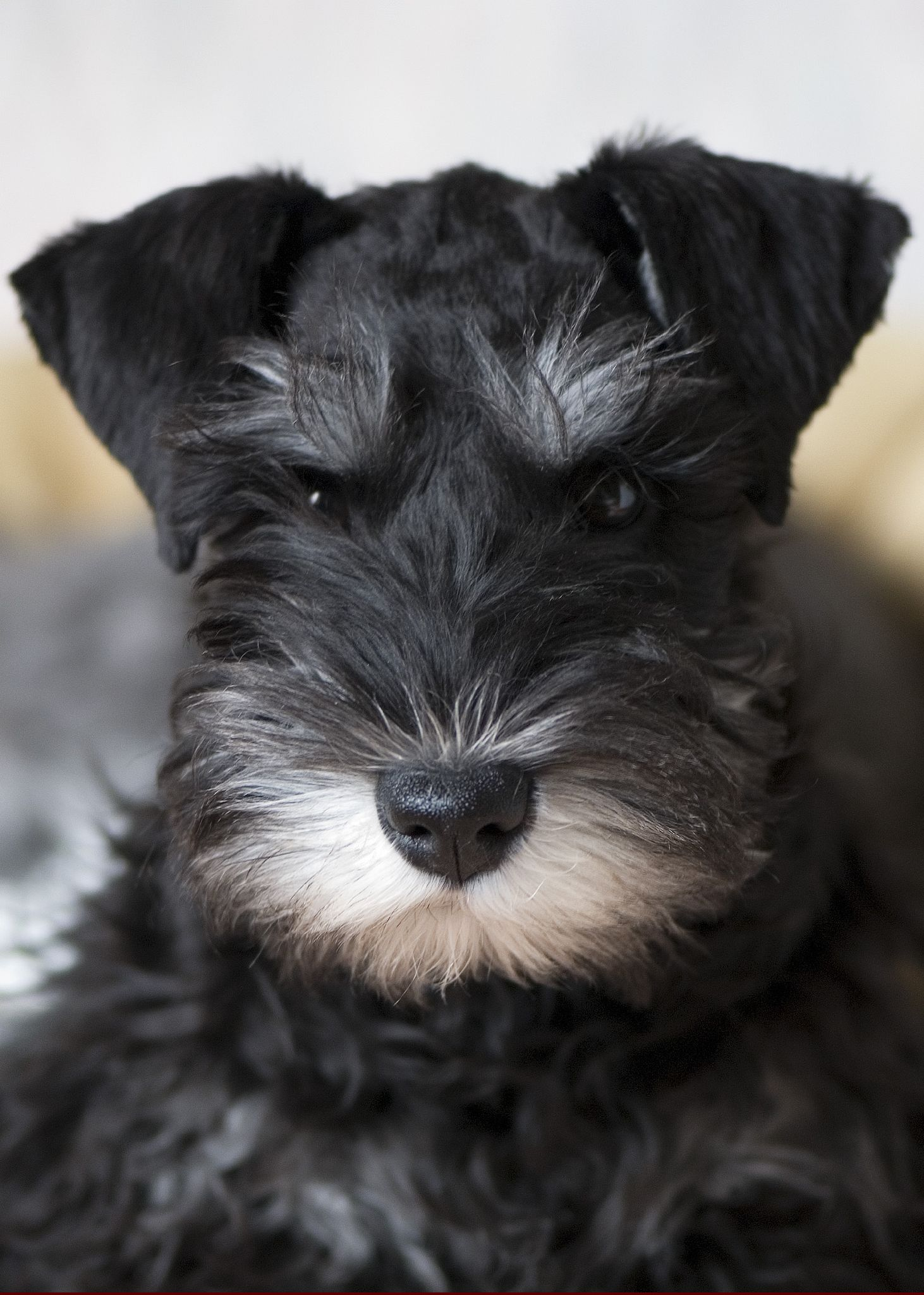
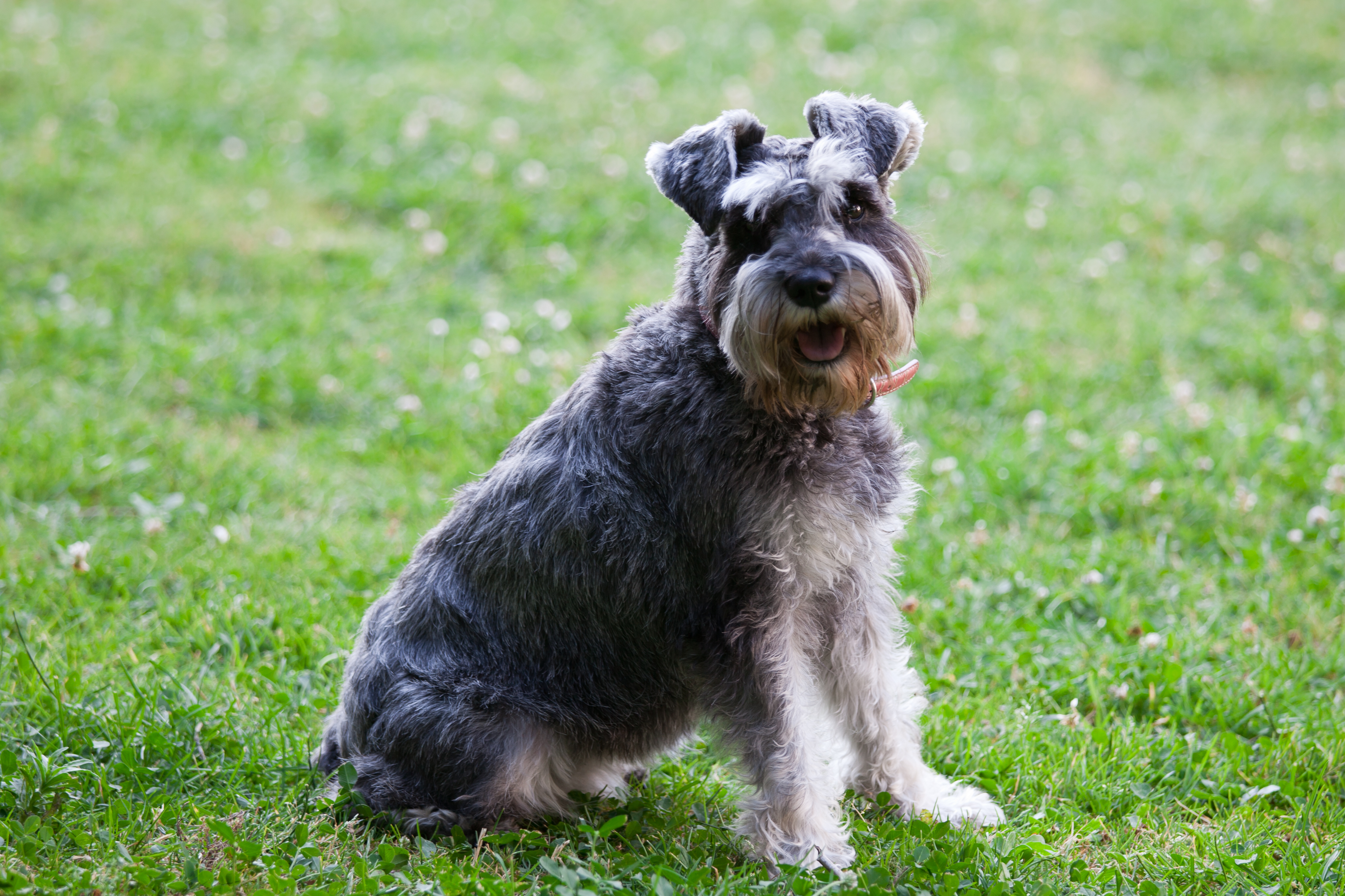
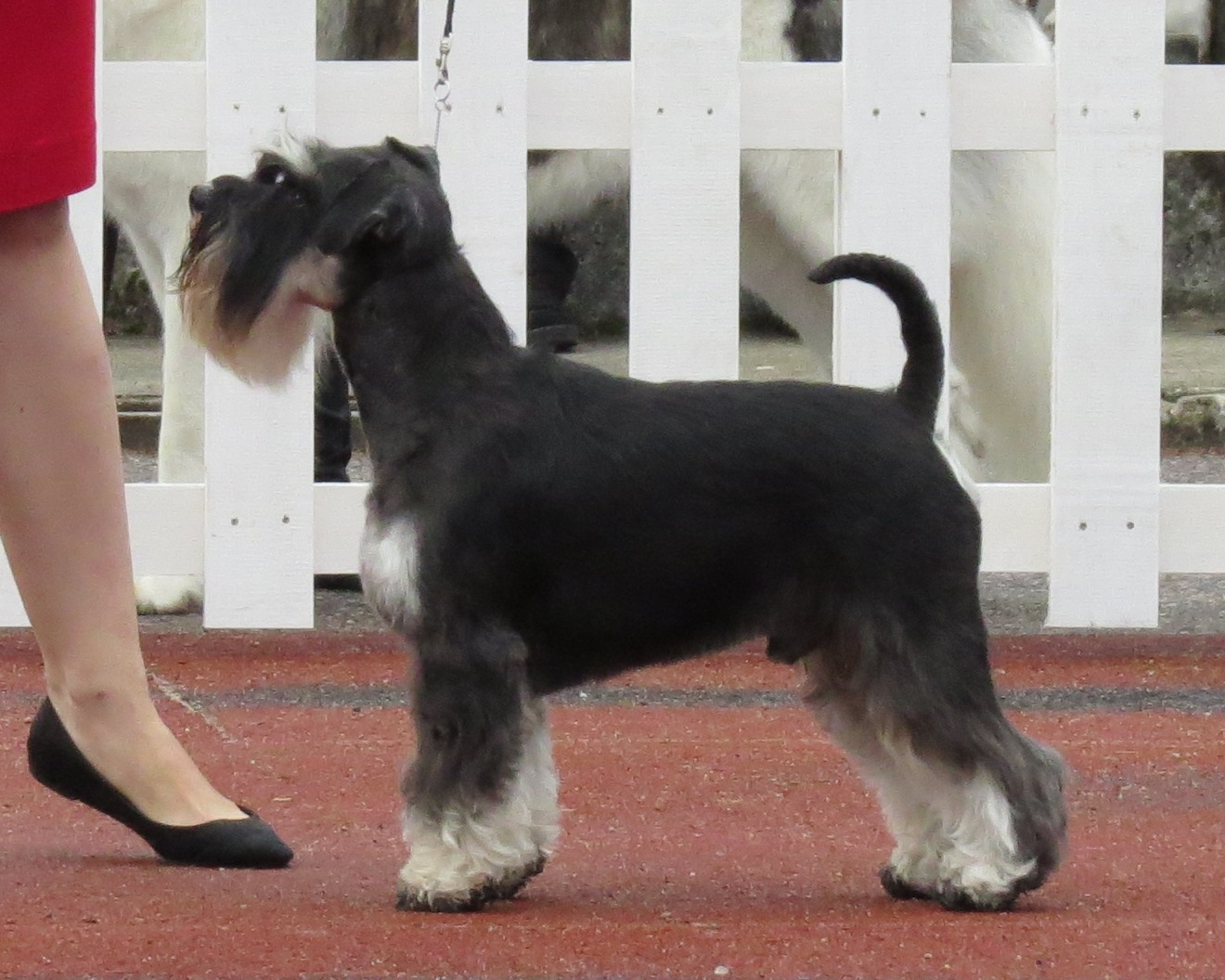
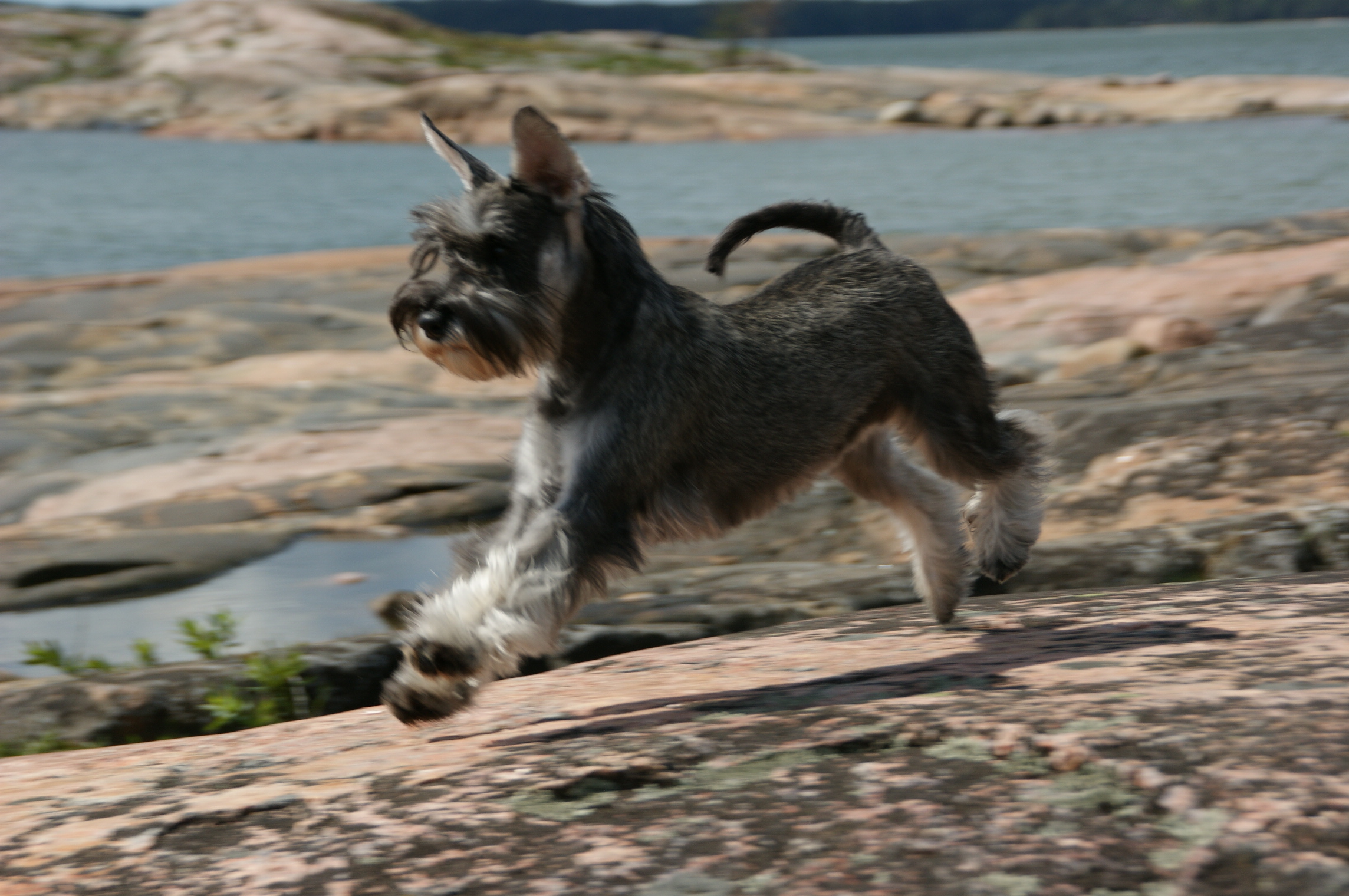

Le varietà ammesse sono:
- nero puro con sottopelo nero
- pepe e sale
- nero/argento
- bianco puro con sottopelo bianco